# Molalla
Molalla è una città degli Stati Uniti, situata in Oregon, nella contea di Clackamas.